# Kōji Satō
Kōji Satō (jap. 佐藤公治 Satō Kōji; ur. w 1959) – japoński polityk należący do Japońskiej Partii Demokratycznej, członek Izby Radców Zgromadzenia Narodowego (japońska władza ustawodawcza). Pochodzi z okręgu Mitsugi w prefekturze Hiroszima. Ukończył studia na uniwersytecie Keiō. Po raz pierwszy został wybrany na członka Izby Reprezentantów w 2000, jako przedstawiciel Partii Liberalnej Ichirō Ozawy. Po połączeniu Partii Liberalnej z Partią Demokratyczną, wygrał ponownie wybory w 2003, ale przegrał w 2005.